# Regioni della Francia

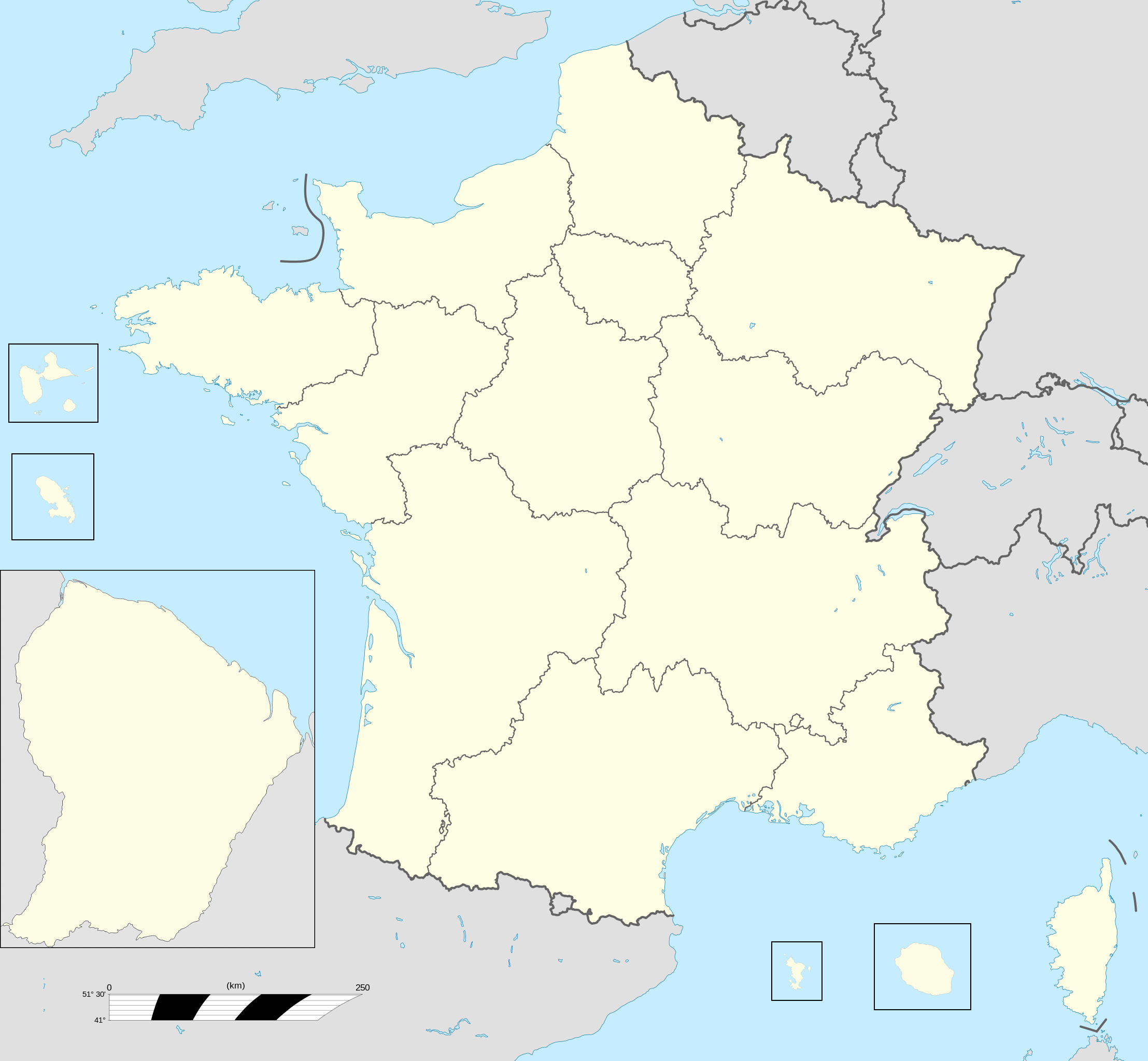
Mappa muta regioni francesi

Le regioni della Francia (in francese régions, sing. région, AFI: [ʁe.ʒjɔ̃]) costituiscono la suddivisione amministrativa di primo livello del Paese, e ammontano a 18, di cui 13 metropolitane (inclusa la Corsica, che peraltro costituisce un tipo distinto di collettività territoriale) e 5 d'oltremare: fino al 31 dicembre 2015 le regioni della Francia metropolitana erano 22.
Disciplinate dal Titolo XII della Costituzione francese del 1958 e dalla quarta parte del Codice generale delle collettività territoriali, si tratta di collettività territoriali, dotate di personalità giuridica, a cui sono attribuite funzioni in punto di decentramento amministrativo e di autogoverno (Mayotte non ha un consiglio regionale, ma un'assemblea unica facente funzione di consiglio regionale e consiglio dipartimentale); le regioni metropolitane sono a loro volta suddivise in almeno due dipartimenti mentre quelle d'oltremare comprendono ciascuna un solo dipartimento, per un totale di 101 dipartimenti.

## Profili istituzionali

### Organi di governo
L'organo deliberativo della regione è il Consiglio regionale (conseil régional), eletto a suffragio universale diretto ogni sei anni. Il potere esecutivo spetta al presidente della regione, che è il capo dell'amministrazione locale. Viene eletto dal consiglio regionale nella prima riunione a seguito del suo rinnovo.
È previsto anche un organo consultivo non elettivo, il consiglio economico e sociale regionale (conseil économique et social régional), che assiste il consiglio regionale dando un parere su quali manovre attuare; Tuttavia i suoi pareri non sono in alcun modo vincolanti.
In ogni regione c'è anche un prefetto (préfet). Diventa prefetto regionale il prefetto del dipartimento del capoluogo. Esso rappresenta il governo francese sul territorio.

### Prerogative
Le Regioni francesi non hanno autonomia legislativa, ma dispongono della potestà regolamentare. Possono applicare tasse (o meglio, il governo nazionale restituisce loro una porzione delle tasse che raccolgono) e dispongono di un budget, anche se non considerevole. La loro principale funzione prevista dalla legge concerne l'edilizia scolastica e la gestione del trasporto pubblico locale, specie per quanto riguarda i TER; nel marzo 2004, il governo francese annunciò un piano controverso per trasferire alle regioni il controllo del personale non docente. I critici di questo piano misero in dubbio che potessero essere trasferite alle regioni risorse fiscali sufficienti per questi oneri addizionali, e inoltre che tali misure avrebbero fatto crescere le diseguaglianze tra regioni.
Oltre a ciò, le regioni hanno un considerevole potere discrezionale sulle spese per le infrastrutture (educazione, trasporti pubblici, aiuti all'università e alla ricerca, supporto alle imprese). A causa di questo, essere presidente di una regione molto sviluppata come l'Île-de-France o la Provenza-Alpi-Costa Azzurra viene ritenuta una posizione di alto profilo.
Esistono, di tanto in tanto, discussioni circa l'attribuzione di una limitata autonomia legislativa alle regioni, ma tali proposte sono sempre controverse. Esistono inoltre proposte per la soppressione dei governi locali dei dipartimenti, che verrebbero accorpati nelle regioni, mentre i dipartimenti resterebbero solo come suddivisioni amministrative.

### Riforma del 2014
La legge nº 2015-29 del 16 gennaio 2015, approvata il 16 dicembre 2014 ed entrata in vigore a partire dalle elezioni regionali del 2015, ha disposto, nell'ambito di una grande riforma degli enti locali, l'istituzione di 7 nuove regioni della Francia metropolitana mediante fusione di 16 regioni. In particolare, la legge prevedeva per le nuove regioni anche nomi provvisori, formati semplicemente giustapponendo i nomi delle regioni precedenti che vi erano confluite (con l'eccezione della Normandia). Il 1º giugno 2016 i nuovi consigli regionali proposero denominazioni alternative, ufficializzate il 30 settembre 2016 dal Consiglio di Stato; tuttavia due delle sei nuove entità (Alvernia-Rodano-Alpi e Borgogna-Franca Contea) scelsero di mantenere la denominazione provvisoria rendendola definitiva. Inoltre la già esistente regione Centro fu rinominata Centro-Valle della Loira.
In seguito alla riforma, il numero di regioni della Francia metropolitana è sceso da 22 a 13 (cui vanno aggiunte le 5 regioni della Francia d'oltremare).
| Regione precedente | Regione precedente          | Nuova regione    | Nuova regione                           | Nuova regione          |
| Regione precedente | Regione precedente          | Nome provvisorio | Nome provvisorio                        | Nome definitivo        |
| ------------------ | --------------------------- | ---------------- | --------------------------------------- | ---------------------- |
|                    | Nord-Passo di Calais        |                  | Nord-Pas-de-Calais - Picardie           | Alta Francia           |
|                    | Piccardia                   |                  | Nord-Pas-de-Calais - Picardie           | Alta Francia           |
|                    | Alvernia                    |                  | Alvernia-Rodano-Alpi                    | Alvernia-Rodano-Alpi   |
|                    | Rodano-Alpi                 |                  | Alvernia-Rodano-Alpi                    | Alvernia-Rodano-Alpi   |
|                    | Borgogna                    |                  | Borgogna-Franca Contea                  | Borgogna-Franca Contea |
|                    | Franca Contea               |                  | Borgogna-Franca Contea                  | Borgogna-Franca Contea |
|                    | Bretagna                    |                  |                                         |                        |
|                    | Centro-Valle della Loira    |                  |                                         |                        |
|                    | Corsica                     |                  |                                         |                        |
|                    | Alsazia                     |                  | Alsace - Champagne-Ardenne - Lorraine   | Grand Est              |
|                    | Champagne-Ardenne           |                  | Alsace - Champagne-Ardenne - Lorraine   | Grand Est              |
|                    | Lorena                      |                  | Alsace - Champagne-Ardenne - Lorraine   | Grand Est              |
|                    | Guadalupa                   |                  |                                         |                        |
|                    | Guyana francese             |                  |                                         |                        |
|                    | Île-de-France               |                  |                                         |                        |
|                    | Martinica                   |                  |                                         |                        |
|                    | Mayotte                     |                  |                                         |                        |
|                    | Alta Normandia              |                  | Normandia                               | Normandia              |
|                    | Bassa Normandia             |                  | Normandia                               | Normandia              |
|                    | Aquitania                   |                  | Aquitaine - Limousin - Poitou-Charentes | Nuova Aquitania        |
|                    | Limosino                    |                  | Aquitaine - Limousin - Poitou-Charentes | Nuova Aquitania        |
|                    | Poitou-Charentes            |                  | Aquitaine - Limousin - Poitou-Charentes | Nuova Aquitania        |
|                    | Linguadoca-Rossiglione      |                  | Languedoc-Roussillon - Midi-Pyrénées    | Occitania              |
|                    | Midi-Pirenei                |                  | Languedoc-Roussillon - Midi-Pyrénées    | Occitania              |
|                    | Paesi della Loira           |                  |                                         |                        |
|                    | Provenza-Alpi-Costa Azzurra |                  |                                         |                        |
|                    | Riunione                    |                  |                                         |                        |

## Lista

### Regioni della Francia metropolitana
| Localizzazione                            | Bandiera         | Regione                                                  | Capoluogo  | Popolazione | Superficie | Densità          | Suddivisioni territoriali                                 | Codice INSEE | Presidente                                   | Data inizio mandato |
| ----------------------------------------- | ---------------- | -------------------------------------------------------- | ---------- | ----------- | ---------- | ---------------- | --------------------------------------------------------- | ------------ | -------------------------------------------- | ------------------- |
|                                           |                  | Grand Est                                                | Strasburgo | 5 562 651   | 57 433     | 96,85 ab./km2    | 10 dipartimenti 200 cantoni 5 121 comuni                  | 44           | Jean Rottner (LR)                            | ottobre 2017        |
|                                           |                  | Nuova Aquitania (Nouvelle-Aquitaine)                     | Bordeaux   | 6 069 952   | 84 061     | 72,21 ab./km2    | 12 dipartimenti 258 cantoni 4 505 comuni                  | 75           | Alain Rousset (PS)                           | 2015                |
|                                           |                  | Alvernia-Rodano-Alpi (Auvergne-Rhône-Alpes)              | Lione      | 8 114 361   | 69 711     | 116,4 ab./km²    | 13 dipartimenti 242 cantoni 4 189 comuni                  | 84           | Laurent Wauquiez (LR)                        | 2016                |
|                                           |                  | Borgogna-Franca Contea (Bourgogne-Franche-Comté)         | Besançon   | 2 801 695   | 47 784     | 58,63 ab./km²    | 8 dipartimenti 152 cantoni 3 702 comuni                   | 27           | Marie-Marguerite Dufay (PS)                  | 4 gennaio 2016      |
|                                           |                  | Bretagna (Bretagne)                                      | Rennes     | 3 373 835   | 27 208     | 124 ab./km²      | 4 dipartimenti 102 cantoni 1 270 comuni                   | 53           | Loïg Chesnais-Girard (PS)                    | 22 giugno 2017      |
|                                           |                  | Centro-Valle della Loira (Centre-Val de Loire)           | Orléans    | 2 573 303   | 39 151     | 66 ab./km²       | 6 dipartimenti 198 cantoni 1 842 comuni                   | 24           | François Bonneau (PS)                        | 13 dicembre 2015    |
|                                           |                  | Corsica (Corse)                                          | Ajaccio    | 349 465     | 8 680      | 40,07 ab./km²    | 2 dipartimenti 5 arrondissement 52 cantoni 360 comuni     | 94           | Assemblea: Marie-Antoinette Maupertuis (FaC) | 1º luglio 2021      |
| Consiglio esecutivo: Gilles Simeoni (FaC) | 18 dicembre 2015 | Corsica (Corse)                                          | Ajaccio    | 349 465     | 8 680      | 40,07 ab./km²    | 2 dipartimenti 5 arrondissement 52 cantoni 360 comuni     | 94           |                                              |                     |
|                                           |                  | Île-de-France                                            | Parigi     | 12 271 794  | 12 011     | 1 021,71 ab./km² | 8 dipartimenti 317 cantoni 1 281 comuni                   | 11           | Valérie Pécresse (LR)                        | 2015                |
|                                           |                  | Occitania (Occitanie)                                    | Tolosa     | 6 022 176   | 72 724     | 82,81 ab./km²    | 13 dipartimenti 269 cantoni 4 565 comuni                  | 76           | Carole Delga (PS)                            | 2016                |
|                                           |                  | Alta Francia (Hauts-de-France)                           | Lilla      | 5 997 734   | 31 813     | 188,53 ab./km²   | 5 dipartimenti 145 cantoni 3 838 comuni                   | 32           | Xavier Bertrand (LR)                         | 2015                |
|                                           |                  | Normandia (Normandie)                                    | Rouen      | 3 325 522   | 29 906     | 111,2 ab./km²    | 5 dipartimenti 17 arrondissement 120 cantoni 2 802 comuni | 28           | Hervé Morin (UDI)                            | 2016                |
|                                           |                  | Paesi della Loira (Pays de la Loire)                     | Nantes     | 3 832 120   | 32 082     | 119,45 ab./km²   | 5 dipartimenti 17 arrondissement 192 cantoni 1 503 comuni | 52           | Bruno Retailleau (LR)                        |                     |
|                                           |                  | Provenza-Alpi-Costa Azzurra (Provence-Alpes-Côte d'Azur) | Marsiglia  | 5 098 666   | 31 400     | 162,38 ab./km²   | 6 dipartimenti 18 arrondissement 237 cantoni 963 comuni   | 93           | Renaud Muselier (LR)                         | 2017                |

### Dipartimenti e regioni d'oltremare
I territori appartenenti ai dipartimenti e alle regioni d'oltremare sono i seguenti.
| Localizzazione | Bandiera | Regione                  | Capoluogo      | Popolazione | Superficie | Densità     | Presidente               | Codice INSEE | Data inizio mandato | Suddivisioni territoriali                               |
| -------------- | -------- | ------------------------ | -------------- | ----------- | ---------- | ----------- | ------------------------ | ------------ | ------------------- | ------------------------------------------------------- |
|                |          | Guadalupa (Guadeloupe)   | Basse-Terre    | 358 561     | 1 628      | 230 ab./km2 | Ary Chalus (DVG)         | 01           | 2015                | 1 dipartimento, 2 arrondissement, 40 cantoni, 32 comuni |
|                |          | Guyana francese (Guyane) | Caienna        | 295 385     | 84 000     | 3,5 ab./km2 | Rodolphe Alexandre (UMP) | 03           | 2015                | 1 dipartimento, 2 arrondissement, 22 comuni             |
|                |          | Martinica (Martinique)   | Fort-de-France | 349 925     | 1 128      | 310 ab./km2 | Claude Lise              | 02           | 2015                | 1 dipartimento, 4 arrondissement, 34 comuni             |
|                |          | Mayotte                  | Mamoudzou      | 320 901     | 376        | 860 ab./km2 | Ben Issa Ousseni (LR)    | 06           | 3 aprile 2011       | 1 dipartimento, 13 cantoni, 17 comuni                   |
|                |          | Riunione (La Réunion)    | Saint-Denis    | 885 700     | 2 511      | 350 ab./km2 | Huguette Bello (FR)      | 04           | 2010                | 1 dipartimento, 4 arrondissement, 24 comuni             |

## Regioni soppresse nel 2015

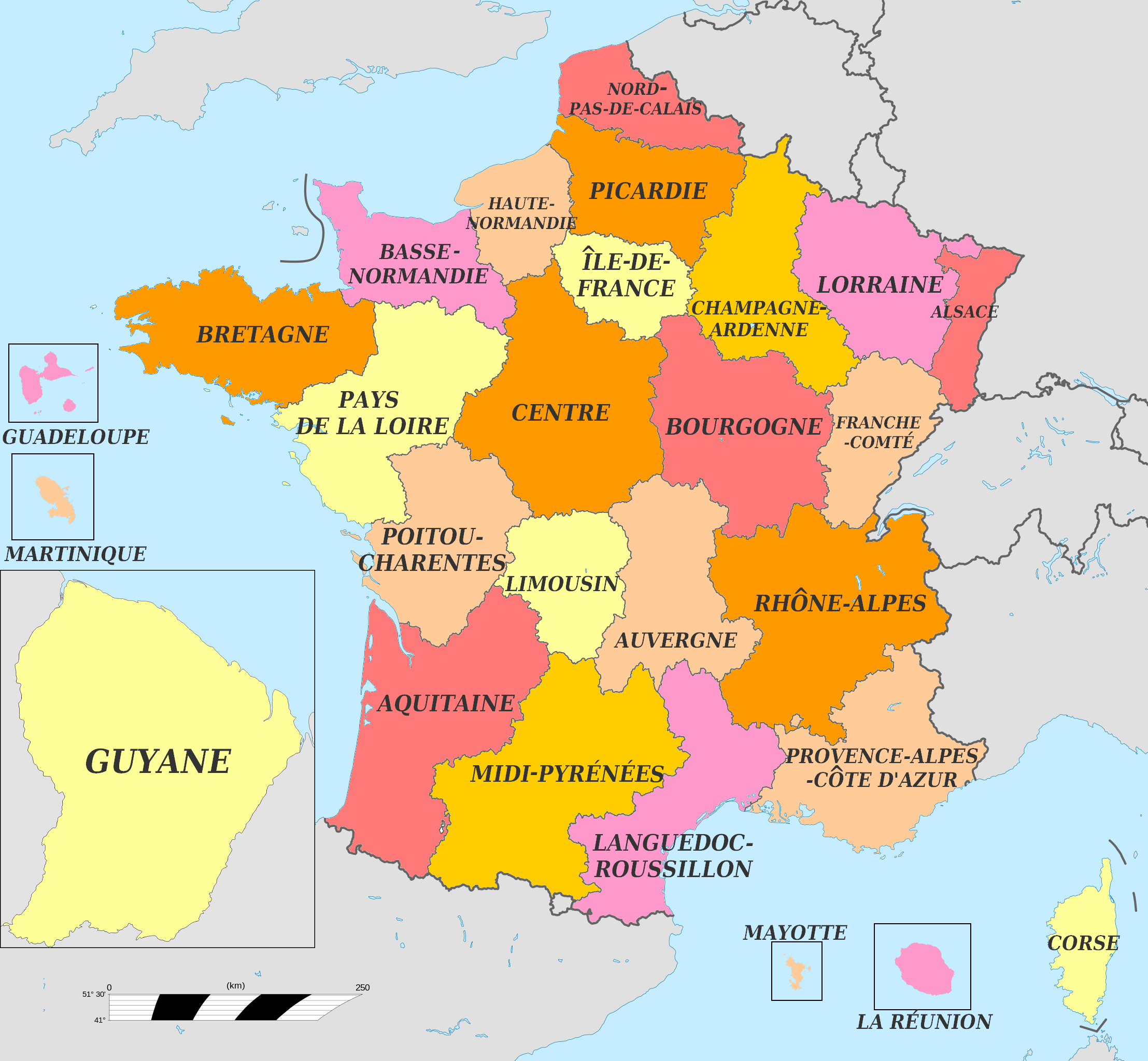
Regioni della Francia fino al 2015

| Localizzazione | Nº | Bandiera | Regione | Regione attuale        | Capoluogo            | Popolazione | Superficie |
| -------------- | -- | -------- | --- | ---------------------- | -------------------- | ----------- | ---------- |
|                | 42 |          | Alsazia (FR) Alsace (alsaziano) ’s Elsass (DE) Elsass (LA) Alsatia                                                                            | Grand Est              | Strasburgo           | 1 852 325   | 8 280      |
|                | 72 |          | Aquitania (FR) Aquitaine (OC) Aquitània (EU) Akitania                                                                                         | Nuova Aquitania        | Bordeaux             | 3 254 233   | 41 308     |
|                | 83 |          | Alvernia (FR) Auvergne | Alvernia-Rodano-Alpi   | Clermont-Ferrand     | 1 350 682   | 26 013     |
|                | 25 |          | Bassa Normandia (FR) Basse-Normandie | Normandia              | Caen                 | 1 475 684   | 17 589     |
|                | 26 |          | Borgogna (AFI: /borˈɡoɲɲa/) (FR) Bourgogne (/buʁˈɡɔɲ/) (OC) Borgonha                                                                          | Borgogna-Franca Contea | Digione              | 1 642 734   | 31 582     |
|                | 21 |          | Champagne-Ardenne | Grand Est              | Châlons-en-Champagne | 1 336 053   | 25 606     |
|                | 43 |          | Franca Contea (FR) Franche-Comté | Borgogna-Franca Contea | Besançon             | 1 173 440   | 16 202     |
|                | 23 |          | Alta Normandia (FR) Haute-Normandie | Normandia              | Rouen                | 1 839 393   | 12 317     |
|                | 91 |          | Linguadoca-Rossiglione (FR) Languedoc-Roussillon (OC) Lengadòc-Rosselhon (CA) Llenguadoc-Rossellò                                             | Occitania              | Montpellier          | 2 670 460   | 27 376     |
|                | 74 |          | Limosino (FR) Limousin (OC) Lemosin | Nuova Aquitania        | Limoges              | 741 720     | 16 942     |
|                | 41 |          | Lorena (FR) Lorraine (DE) Lothringen (lorenese) Louréne                                                                                       | Grand Est              | Metz                 | 2 350 657   | 23 547     |
|                | 73 |          | Midi-Pirenei (FR) Midi-Pyrénées (OC) Miègjorn-Pirenèus                                                                                        | Occitania              | Tolosa               | 2 903 420   | 45 348     |
|                | 31 |          | Nord-Passo di Calais (FR) Nord-Pas-de-Calais (/nɔʁpad(ə)kaˈlɛ/) (piccardo) Nord-Pas-d'Caleus (NL) Noord-Nauw van Calais (/noːrtnaːwvɑnkaˈlɛ/) | Alta Francia           | Lilla                | 4 042 015   | 12 414     |
|                | 22 |          | Piccardia (FR) (piccardo) Picardie | Alta Francia           | Amiens               | 1 918 155   | 19 399     |
|                | 54 |          | Poitou-Charentes (/pwaˈtu ʃaˈʁɑ̃t/) (pittavino-santongese) Poetou-Chérentes (OC) Peitau-Charantas)                                             | Nuova Aquitania        | Poitiers             | 1 777 773   | 25 810     |
|                | 82 |          | Rodano-Alpi (FR) Rhône-Alpes (OC) Ròse-Aups (FRP) Rôno-Arpes                                                                                  | Alvernia-Rodano-Alpi   | Lione                | 6 283 541   | 43 698     |

## Risultati elettorali
| Elezioni | Presidenze | Presidenze | Presidenze | Carta | Partito del presidente                                    |
| -------- | ---------- | ---------- | ---------- | ----- | --------------------------------------------------------- |
| Elezioni |            |            |            | Carta | Partito del presidente                                    |
| Elezioni | Gauche     | Droite     | Altro      | Carta | Partito del presidente                                    |
| 1986     | 5          | 21         |            |       | Sinistra: PS Destra: RPR, UDF                             |
| 1992     | 4          | 21         | 1          |       | Sinistra: PS, Verts, PCF Destra: RPR, UDF Altro: FreeDom  |
| 1998     | 10         | 15         | 1          |       | Sinistra: PS, PCF Destra: RPR, UDF Altro: Mouv. indép.    |
| 2004     | 23         | 2          | 1          |       | Sinistra: PS, PCF Destra: UMP Altro: Mouv. indép.         |
| 2010     | 23         | 3          |            |       | Sinistra: PS, PRG Destra: UMP                             |
| 2015     | 7          | 8          | 2          |       | Sinistra: PS, DVG Destra: LR, UDI Altro: Regionalisti     |
| 2021     | 5          | 7          | 1          |       | Sinistra: PS, PRG, PCF, LFIDestra: LR, UDI, LC, LMR, LReM |